# Huvilasaari (ö i Birkaland, Sydvästra Birkaland)
Huvilasaari är en ö i Finland. Den ligger i sjön Vehkajärvi och i kommunen Pungalaitio i den ekonomiska regionen  Sydvästra Birkaland och landskapet  Birkaland, i den södra delen av landet, 130 km nordväst om huvudstaden Helsingfors. Ön är några tiotal meter.